# Glina (powiat węgrowski)
Glina – wieś w Polsce położona w województwie mazowieckim, w powiecie węgrowskim, w gminie Miedzna.
W latach 1975–1998 miejscowość należała administracyjnie do województwa siedleckiego.
Wierni kościoła rzymskokatolickiego należą do parafii św. Antoniego Padewskiego w Ugoszczy.